# 이언 스티븐슨
이언 프레티맨 스티븐슨(Ian Pretyman Stevenson, 1918년 10월 31일 ~ 2007년 2월 8일)은 캐나다 태생의 미국 정신의학자이며, 캐나다 맥길 대학교를 수석 졸업 후, 미국 버지니아 대학 정신의학과 주임교수를 지냈다. 세계 최초로 환생을 과학적 방법론에 입각해 연구했다.

## 같이 보기
- 환생 연구